# 无尾果族
无尾果族（Colurieae）是蔷薇科的一个族。 

## 属
- 无尾果属（Coluria）
- 飞羽木属（Fallugia）
- 路边青属（Geum）
- 岩车木属（Sieversia）
- 林石草属（Waldsteinia）